# Aspenia
Aspenia è una rivista italiana di affari internazionali, di proprietà dell'Aspen Institute Italia e pubblicata da Il Sole 24 Ore.

## Storia
Tra le più autorevoli riviste del settore in Italia, è stata fondata nel 1995 da Giuliano Amato, ed è ora diretta da Marta Dassù, già viceministro agli affari esteri e viceministro agli affari europei, e dalla scrittrice, giornalista e conduttrice Lucia Annunziata. La rivista è espressione dell'Aspen Institute Italia, ramo italiano dell'Aspen Institute statunitense. Nata come periodico di discussione su politica estera, affari internazionali,economia e rapporti tra Europa e Stati Uniti, la rivista ha ospitato scritti, tra gli altri, di personalità della politica e dell'economia internazionale come Carlo Azeglio Ciampi, Anthony Giddens, Mario Monti, Condoleezza Rice, Joseph Stiglitz e lo stesso Giuliano Amato.